# Verbandsliga Brandenburg 1994/95
Die Verbandsliga Brandenburg 1994/95 war die 5. Spielzeit und die erste als fünfthöchste Spielklasse im Fußball der Männer. In der Vorsaison 1993/94 war die Verbandsliga Brandenburg noch viertklassig gewesen, durch die im Sommer 1994 erfolgte Wiedereinführung der Regionalliga aber zur fünften Spielklasse abgestuft worden.
Der SG Bornim wurde in dieser Saison zum ersten Mal Landesmeister in Brandenburg und stieg damit in die Fußball-Oberliga Nordost auf. Der SV Babelsberg 03 errang, mit 1 Punkt Rückstand, die Vizemeisterschaft.
Als Absteiger stand nach dem 30. Spieltag die SG Aufbau Eisenhüttenstadt fest und musste in die Landesliga absteigen.

## Teilnehmer
An der Spielzeit 1994/95 nahmen insgesamt 16 Vereine teil.
| Mannschaften aus der Verbandsliga Brandenburg 1993/94 | Mannschaften aus der Verbandsliga Brandenburg 1993/94 | Mannschaften aus der Verbandsliga Brandenburg 1993/94 |
| ----------------------------------------------------- | ----------------------------------------------------- | ----------------------------------------------------- |
| Brandenburger SC Süd 05                               | SV Falkensee-Finkenkrug                               | ESV Lokomotive Cottbus                                |
| TSG Lübbenau 63                                       | FSV Fürstenwalde                                      | FC Rot-Weiß Elsterwerda                               |
| SG Müncheberg                                         | SV Empor Mühlberg                                     | SG Aufbau Eisenhüttenstadt                            |
| SG Eintracht Oranienburg                              | SpVgg Blau-Weiß 90 Vetschau                           | Frankfurter FC Viktoria 91                            |
| SV Babelsberg 03                                      | SG Bornim                                             |                                                       |

| ▲Aufsteiger aus der Landesliga 1993/94 | ▲Aufsteiger aus der Landesliga 1993/94 |
| -------------------------------------- | -------------------------------------- |
| SG Fortuna Babelsberg                  | SV Motor Hennigsdorf                   |

## Abschlusstabelle
| Pl. | Verein                      | Sp. | S  | U  | N  | Tore    | Diff. | Punkte |
| --- | --------------------------- | --- | -- | -- | -- | ------- | ----- | ------ |
| 1.  | SG Bornim                   | 30  | 20 | 8  | 2  | 065:210 | +44   | 48:12  |
| 2.  | SV Babelsberg 03            | 30  | 21 | 5  | 4  | 079:250 | +54   | 47:13  |
| 3.  | Frankfurter FC Viktoria 91  | 30  | 18 | 7  | 5  | 072:300 | +42   | 43:17  |
| 4.  | SV Falkensee-Finkenkrug     | 30  | 17 | 7  | 6  | 065:380 | +27   | 41:19  |
| 5.  | Brandenburger SC Süd 05     | 30  | 14 | 9  | 7  | 048:370 | +11   | 37:23  |
| 6.  | FSV Fürstenwalde            | 30  | 12 | 8  | 10 | 055:450 | +10   | 32:28  |
| 7.  | SV Motor Hennigsdorf (N)    | 30  | 11 | 10 | 9  | 047:420 | +5    | 32:28  |
| 8.  | SG Eintracht Oranienburg    | 30  | 10 | 10 | 10 | 054:460 | +8    | 30:30  |
| 9.  | ESV Lokomotive Cottbus      | 30  | 7  | 13 | 10 | 035:480 | −13   | 27:33  |
| 10. | SG Fortuna Babelsberg (N)   | 30  | 9  | 7  | 14 | 036:590 | −23   | 25:35  |
| 11. | FC Rot-Weiß Elsterwerda     | 30  | 8  | 8  | 14 | 034:430 | −9    | 24:36  |
| 12. | SV Empor Mühlberg           | 30  | 8  | 7  | 15 | 052:540 | −2    | 23:37  |
| 13. | SG Müncheberg               | 30  | 7  | 9  | 14 | 033:570 | −24   | 23:37  |
| 14. | TSG Lübbenau 63             | 30  | 9  | 4  | 17 | 038:600 | −22   | 22:38  |
| 15. | SpVgg Blau-Weiß 90 Vetschau | 30  | 7  | 7  | 16 | 033:550 | −22   | 21:39  |
| 16. | SG Aufbau Eisenhüttenstadt  | 30  | 1  | 3  | 26 | 020:106 | −86   | 05:55  |

## Kreuztabelle
| 1994/95                     | SG Bornim | SV Babelsberg 03 | Frankfurter FC Viktoria 91 | SV Falkensee-Finkenkrug | Brandenburger SC Süd 05 | FSV Fürstenwalde | SV Motor Hennigsdorf | SG Eintracht Oranienburg | ESV Lokomotive Cottbus | SG Fortuna Babelsberg | FC Rot-Weiß Elsterwerda | SV Empor Mühlberg | SG Müncheberg | TSG Lübbenau 63 | SpVgg Blau-Weiß 90 Vetschau | SG Aufbau Eisenhüttenstadt |
| --------------------------- | --------- | ---------------- | -------------------------- | ----------------------- | ----------------------- | ---------------- | -------------------- | ------------------------ | ---------------------- | --------------------- | ----------------------- | ----------------- | ------------- | --------------- | --------------------------- | -------------------------- |
| SG Bornim                   |           | 0:2              | 1:1                        | 4:1                     | 3:0                     | 2:0              | 2:0                  | 0:1                      | 1:0                    | 2:2                   | 3:0                     | 3:2               | 3:0           | 3:1             | 2:0                         | 4:0                        |
| SV Babelsberg 03            | 1:1       |                  | 0:1                        | 1:3                     | 0:2                     | 2:1              | 3:1                  | 1:1                      | 0:1                    | 2:1                   | 2:0                     | 3:0               | 2:0           | 6:0             | 2:0                         | 6:0                        |
| Frankfurter FC Viktoria 91  | 0:2       | 1:3              |                            | 4:1                     | 2:0                     | 1:2              | 0:0                  | 3:0                      | 5:0                    | 4:2                   | 4:1                     | 3:2               | 5:0           | 2:0             | 4:1                         | 5:0                        |
| SV Falkensee-Finkenkrug     | 0:0       | 1:3              | 1:1                        |                         | 0:0                     | 3:2              | 3:1                  | 3:0                      | 4:2                    | 7:1                   | 1:0                     | 5:2               | 2:1           | 7:1             | 2:0                         | 5:1                        |
| Brandenburger SC Süd 05     | 1:1       | 2:7              | 3:1                        | 1:2                     |                         | 2:2              | 3:2                  | 4:2                      | 1:1                    | 1:2                   | 1:0                     | 1:1               | 2:1           | 2:0             | 2:0                         | 2:1                        |
| FSV Fürstenwalde            | 1:1       | 0:4              | 1:2                        | 1:1                     | 0:0                     |                  | 3:1                  | 2:0                      | 3:3                    | 4:2                   | 1:1                     | 4:1               | 3:1           | 2:0             | 1:0                         | 6:0                        |
| SV Motor Hennigsdorf        | 1:3       | 1:1              | 0:4                        | 1:0                     | 3:3                     | 3:1              |                      | 0:0                      | 0:0                    | 1:1                   | 2:1                     | 0:2               | 0:0           | 0:1             | 3:0                         | 4:0                        |
| SG Eintracht Oranienburg    | 0:1       | 2:2              | 1:1                        | 2:3                     | 0:4                     | 3:0              | 2:2                  |                          | 1:1                    | 6:1                   | 0:2                     | 1:2               | 6:2           | 0:0             | 4:2                         | 4:0                        |
| ESV Lokomotive Cottbus      | 1:1       | 0:5              | 1:1                        | 1:1                     | 1:1                     | 1:1              | 1:3                  | 2:2                      |                        | 1:2                   | 1:1                     | 1:0               | 1:0           | 2:0             | 1:1                         | 3:1                        |
| SG Fortuna Babelsberg       | 0:2       | 0:5              | 1:3                        | 0:0                     | 2:1                     | 0:0              | 0:1                  | 2:1                      | 0:1                    |                       | 0:1                     | 2:2               | 1:0           | 2:1             | 2:0                         | 2:5                        |
| FC Rot-Weiß Elsterwerda     | 2:3       | 0:3              | 2:4                        | 0:2                     | 1:0                     | 1:3              | 2:2                  | 1:1                      | 2:1                    | 2:1                   |                         | 0:0               | 4:0           | 1:2             | 0:0                         | 6:1                        |
| SV Empor Mühlberg           | 1:2       | 0:1              | 0:0                        | 5:1                     | 1:1                     | 2:4              | 1:2                  | 2:3                      | 3:1                    | 1:0                   | 2:1                     |                   | 1:1           | 1:3             | 1:2                         | 3:1                        |
| SG Müncheberg               | 1:6       | 1:1              | 1:3                        | 2:0                     | 0:1                     | 2:1              | 2:2                  | 0:0                      | 1:1                    | 1:1                   | 1:1                     | 3:2               |               | 2:0             | 1:1                         | 3:1                        |
| TSG Lübbenau 63             | 2:2       | 2:5              | 3:0                        | 1:3                     | 1:2                     | 2:0              | 1:4                  | 2:3                      | 4:1                    | 0:0                   | 0:1                     | 3:2               | 1:2           |                 | 0:2                         | 0:0                        |
| SpVgg Blau-Weiß 90 Vetschau | 0:2       | 2:3              | 1:1                        | 0:0                     | 0:2                     | 3:2              | 2:3                  | 1:6                      | 2:0                    | 4:5                   | 2:0                     | 1:1               | 4:1           | 0:3             |                             | 1:0                        |
| SG Aufbau Eisenhüttenstadt  | 0:5       | 1:3              | 0:6                        | 0:3                     | 0:3                     | 1:4              | 0:4                  | 0:2                      | 1:4                    | 0:1                   | 0:0                     | 1:9               | 1:3           | 3:4             | 1:1                         |                            |